# Composició VII
Composició VII (en rus: Композиция VII) és una pintura a l'oli sobre tela de l'artista rus Vassili Kandinski, pintat el novembre de 1913, a Múnic. És considerada unànimament l'obre mestra de l'artista del període anterior a la Primera Guerra Mundial.

## Descripció
Composition VII és una obra de format monumental (200 × 300 cm), l'execució del qual va ser particularment llarga i complexa, fet que va ocupar Kandinski bona part de l'any 1913. En són conservades nombroses aqüarel·les, dibuixos i esbossos, així com sis estudis a l'oli de dimensions més grans. Tanmateix, segons el testimoni de la pintora Gabriele Münter, llavors companya de l'artista, només li van caldre quatre dies per pintar-lo, del 25 al 28 de novembre de 1913. Aquest quadre pertany a un corpus reduït de deu "composicions" pintades per Kandinski. Les set primeres van ser pintades entre el gener de 2010 i el novembre de 1913 a Múnic, la vuitena el 1923 a la Bauhaus de Weimar, mentre que la novena i la desena les va pintar a París (el 1936 i el 1939, respectivament). Malauradament, les tres primeres Composicions, pintades el 1910, que formaven part de col·leccions privades a Alemanya, van ser destruïdes durant la Segona Guerra Mundial. Només n'han quedat fotografies en blanc i negre i alguns esbossos.
En Du Spirituel dans l'art (publicat el desembre de 1911), Kandinski va presentar els seus quadres com a pertanyents a tres "gèneres": les Impressions («impressions directes de la "natura exterior"»); les Improvisacions («principalment inconscients (…), i per tant, impressions de la "natura interior"»); i les Composicions («expressions que es formen sempre lentament…, que reprenc llargament i d'una manera gairebé pedant després dels primers esbossos»). Kandinski precisa que, en les Composicions, allò «conscient, allò intencional, l'eficàcia hi tenen un paper predominant», si bé és «el sentiment el que guanya sempre».
Composició VII manté llaços profunds amb els dos quadres precedents, la Composició V, completat el 17 de novembre de 1911 i la Composició VI, acabada el 5 de març de 1913. Les similutuds no són només quant a la tècnica, sinó sobretot en el tema. Malgrat la seva aparença clarament abstracta, les tres pintures comparteixen, de fet, com Kandinski mateix va indicar, temes religiososː la resurrecció la número 5 i la inundació per la número 6. Pel que fa a la número 7, el tema general és el judici final. Possibles fonts d'inspiració del quadre són els loubki (pintures populars russes del segle xvii) i una obra poc coneguda: El judici final (1836-1839) de Peter von Cornelius, un fresc immens pintat sobre l'altar de l'església de Sant Lluís a Múnic i que, per tant, Kandinski coneixia prou bé. De les diferents fonts, el pintor rus pren els elements formals principals de la seva Composició VII: el gran oval subratllat verd i negre, així com el rectangle irregular negre del centre. Com passa sovint en les grans obres del pintor, la impressió general és la d'un ampli moviment envoltant, des de la cantonada inferior esquerra a l'angle superior dret, que crea dinamisme i guia els elements de la composició. Aquest moviment encarna una aspiració espiritual i designa l'art, en particular l'abstracció, com a mitjà de salut en detriment del materialisme de l'època.
Finalment, a propòsit de la Composició VII, va existir una controvèrsia al voltant de la Primera aquarel·la abstracta, signada i datada «1913» per Kandinsky. Philippe Sers ha resumit bé aquest debat i les incerteses que se'n desprenen. L'artista, tot i haver declarat ell mateix que la seva primera obra abstracta datava de 1911, diversos historiadors (sobretot Klaus Brisch -des de 1955- i Kenneth Lindsay) han conclòs que aquesta aquarel·la ha d'haver estat antedatada. Seria, segons ells, de 1913 i fan un esbós de Composició VII. Es basen sobretot en els trets estilístics, destacant que, d'entre les obres de Kandinski de 1910, cap en té aquest grau d'abstracció. Philippe Sers sosté que el quadre data de 1910, autoritzant-se del testimoniatge de Nina Kandinsky, vídua del pintor. El Centre Pompidou (que va rebre l'obra de Nina Kandinsky el 1976) es cura en salut i la data de 1910 o 1913, encara que el text de presentació del museu sembla optar per la segona data. Pel que fa a Magdalena Dabrowski, no dubta a datar-la de 1913. En el seu catàleg, la titula diferentment: Untitled (Study for Composició VII).

## Història
El quadre es conserva a la Galeria Tretiakov de Moscou, a Rússia.